# Laestrygones minutissimus
Espèce
Synonymes
- Stiphidion minutissimum Hogg, 1909

Laestrygones minutissimus est une espèce d'araignées aranéomorphes de la famille des Toxopidae.

## Distribution
Cette espèce est endémique de Nouvelle-Zélande. Elle se rencontre dans les îles Auckland et les îles Campbell.

## Publication originale
- Hogg, 1909 : Spiders and Opiliones from the subantarctic islands of New Zealand. The Subantarctic islands of New Zealand. Wellington, vol. 1, p. 155-181 (texte intégral).